# Me sông Bôi
Me sông Bôi (danh pháp: Phyllanthus songboiensis) là một loài thực vật có hoa trong họ Diệp hạ châu. Loài này được Nguyễn Nghĩa Thìn mô tả khoa học đầu tiên năm 1992.